# Peter F. Secchia
Peter Finley Secchia (Englewood, 15 de abril de 1937-East Grand Rapids, 21 de octubre de 2020) fue un diplomático y filántropo estadounidense que se desempeñó como embajador de Estados Unidos en Italia y San Marino entre 1989 y 1993.

## Carrera
Secchia sirvió en el Cuerpo de Marines de los Estados Unidos de 1956 a 1959 y se graduó de la Universidad Estatal de Míchigan en 1963 con un título en economía.
Secchia fue un recaudador de fondos en el Partido Republicano en Míchigan. Comenzó como presidente del Comité Republicano del Condado de Kent y luego se convirtió en el presidente del Comité del 5.º Distrito Congresional de Míchigan. Fue elegido miembro del Comité Nacional Republicano de Míchigan en 1980, 1984 y 1988. Secchia fue vicepresidente del Comité Nacional Republicano y encabezó la región del Medio Oeste. Fue presidente anfitrión de la Conferencia de Liderazgo del Medio Oeste RNC de 1985 en Grand Rapids. Secchia estaba en el comité asesor nacional del Comité de George Bush para Presidente de 1988. Secchia también fundó la Conferencia del Lago Míchigan y fue copresidente Nacional de la Campaña Dole for President.
De 1989 a 1993 Secchia se desempeñó como Embajador de los Estados Unidos en Italia y San Marino. Su nominación fue controvertida ya que fue uno de varios hechos por Bush de patrocinadores financieros y partidarios financieros desde hace mucho tiempo, incluidos Walter Curley (Embajador de Francia), Joseph Zappala (Embajador de España), Mel Sembler (Embajador de Australia), Frederic Bush Morris (Embajadora de Luxemburgo) y Joy Silverman (Embajadora de Barbados).
Secchia se desempeñó como director ejecutivo y presidente del directorio de Universal Forest Products, una empresa que fabrica componentes de madera de ingeniería y opera plantas de fabricación y centros de distribución en los Estados Unidos (98), México (2) y Canadá (2). Se ha desempeñado como presidente de River City Food Company, que tiene 29 restaurantes, instalaciones de cáterin y lugares para banquetes en los estados de Míchigan, Pensilvania y Maryland.
En 1994 fue nombrado presidente de la Comisión Secchia por el gobernador John Engler de Míchigan, que se centró en mejorar los servicios gubernamentales. La Comisión Secchia II se centró en las pensiones del sector público.

## Premios y reconocimientos
- Orden al Mérito de la República Italiana.
- Premio de Honor Distinguido del Departamento de Estado durante su servicio como embajador de los Estados Unidos de América en Italia, un premio que se otorga a los embajadores en servicio y a los embajadores que no son de carrera.
- Emprendedor Maestro del Año de Míchigan, 1994.
- Empresario del Año en 1995 y ha estado involucrado con organizaciones cívicas que promueven la economía y ayudan a los jóvenes desfavorecidos.
- Premio América de la Fundación Italia-Estados Unidos, 2012.
- Salón de la Fama de Negocios de Junior Achievement West Michigan.

## Membresías
Secchia sirvió durante doce años en la junta de la Universidad John Cabot en Roma.
Secchia fue miembro del Consejo Nacional de la Fundación Italiana Estadounidense de 1000. Fue presidente fundador de la Logia de West Michigan de la Orden de los Hijos de Italia en América (OSIA); inauguró la Festa Italiana, el festival étnico anual más grande de la región y ha participado y patrocinado muchos eventos italoestadounidenses. Fue galardonado con el Premio al Logro Especial de la NIAF para Asuntos Internacionales y prestó su nombre al Premio de la Iniciativa de Valores Fundacionales ... el "Premio Secchia al compromiso sincero".

## Filantropía

### Estadio Secchia
En septiembre de 2010, Secchia donó $1 millón a su alma mater, la Universidad Estatal de Míchigan, que se utilizó para construir un nuevo estadio para el equipo de softbol femenino, llamado Secchia Stadium. Fue construido en Old College Field y el primer juego se jugó en la temporada 2011.

### Centro Secchia
Un edificio en la Facultad de Medicina Humana de la MSU, campus de Grand Rapids, recibió su nombre de Secchia. El edificio es parte de Grand Rapids Medical Mile.

### Salón Secchia
Un edificio en el campus de Grand Rapids Pew de Grand Valley State University, construido en 2000, recibió el nombre de Secchia.

## Fallecimiento
Secchia falleció el 21 de octubre de 2020, a la edad de ochenta y tres años después de contraer COVID-19, además de otros problemas de salud durante varios meses.